# 伊斯梅爾
伊斯梅尔（阿拉伯语： 或  Ismail），又译伊斯迈尔、伊斯迈、依斯迈等，是阿拉伯语、土耳其语、波斯语等语言中常见的名字，来源于先知易斯玛仪。在中国，维吾尔语的这一名字多译为“司马义”。
名字中含有“伊斯梅尔”的人物包括：
古代及中世纪：
- 伊斯玛仪一世
- 伊斯玛仪二世

近现代：
- 伊斯梅尔·本·艾哈迈德
- 伊斯梅尔·爱资哈里
- 司马义伯克
- 伊斯梅尔·奥马尔·盖莱
- 伊斯梅尔·哈尼亚
- 伊斯梅尔·艾哈迈德·伊斯梅尔
- 伊斯梅尔·卡达莱
- 伊斯梅尔·莫香特
- 伊斯梅尔·捷马利
- 伊斯梅尔帕夏
- 司马义艾买提
- 依斯迈沙比里